# Relay
Ne doit pas être confondu avec Relay (film).
Relay est le nom d'une enseigne française portée par une chaîne de magasins de presse, livres et essentiels de voyage.
Elle est présente dans les gares, les aéroports, et les stations de métro. Relay appartient à Lagardère Travel Retail, filiale du groupe Lagardère lui-même contrôlé par Vivendi, le groupe de Vincent Bolloré, depuis 2022.

## Historique
En 1852, Louis Hachette a l'idée de créer la première Bibliothèque des chemins de fer à Paris Gare-de-Lyon, et devient pionnier sur ce marché des Bibliothèques de gares, points de vente d'ouvrages littéraires ou de guides pratiques facilement transportables pour les voyageurs. En parallèle entre 1881 et 1945 Louis Hachette développe un réseau de distribution Messageries Hachette, devenant le fournisseur de plus de 80 000 points de vente de presse partout en France.

Ancien logo de Relais H

En 1981, Hachette SA fait partie de Lagardère SCA.
En 1984, le groupe Hachette SA (devenu Hachette Livre) étend ce concept de point de vente en France avec l'enseigne « Relais H ».
Cette dernière est remplacée en 2000 par l'enseigne « Relay » dans les stations de métro, gares et aéroports avec l’extension du concept à l'international. « Relais H » devient une marque utilisée pour les cafétérias et brasseries en milieu hospitalier, qui compte 255 établissements dans toute la France en 2022.
En 2009 est ouvert le premier magasin en franchise à Abu Dhabi[réf. nécessaire].
En 2006 est créé le site internet Relay.com, pour commercialiser le kiosque de presse numérique de HDS Digital, filiale du groupe Lagardère. C'est l'un des premiers kiosques sur le marché de la presse en ligne ; il permet de lire des magazines et des livres sur smartphone, tablette et ordinateur.
En 2012, un nouveau concept de magasin est réalisé par l’agence Dragon Rouge et un magasin phare de l’enseigne en France ouvre à la Gare de Paris-Nord.
En février 2016, Lagardère revend les magasins Relay belges à bpost.
En janvier 2018, Relay annonce la fin de son kiosque de presse numérique.
En 2020 : Relay ouvre son premier magasins en Afrique au Sénégal à la gare de Dakar à la suite de l'ouverture du TER Dakar-AIBD.
Vivendi, groupe possédé par le milliardaire Vincent Bolloré, devient actionnaire majoritaire du groupe Lagardère en 2022.

## Prix littéraire
En 1978, l'enseigne crée le Prix Ulysse, qui deviendra le Prix Relay du Roman d’Évasion, et depuis 2011, le Prix Relay des Voyageurs-Lecteurs.
Les derniers lauréats :
- 2024 : Gwenaëlle Lenoir, Camera Obscura (Julliard)[8]
- 2023 : Véronique Ovaldé, Fille en colère sur un banc de pierre (Flammarion)[9]
- 2022 : Hélène Gestern, 555 (Arléa)[10]
- 2021 : Jean-Baptiste Andrea, Des Diables Et Des Saints[11]
- 2020 : Joseph Incardona, La Soustraction des possibles[12]
- 2019 : Olivier Norek, Surface[13] (Michel Lafon)
- 2018 : Michel Moutot, Séquoias[14] (Seuil)
- 2017 : Lætitia Colombani, La Tresse[15] (Grasset)
- 2016 : Celeste Ng, Tout ce qu'on ne s'est jamais dit (Sonatine Éditions)
- 2015 : Jérôme Garcin, Le Voyant (Gallimard)
- 2014 : Maylis de Kerangal, Réparer les vivants (Éditions Verticales)
- 2013 : Elif Shafak, Crime d’honneur (Phebus)
- 2012 : Antoine Laurain, Le Chapeau de Mitterrand (Flammarion)
- 2011 : A.J Kazinski, Le dernier homme bon (JC Lattès)
- 2010 : Jeffrey Archer, Le Sentier de la Gloire (First Editions)
- 2009 : Irène Frain, Les naufragés de l'île Tromelin (Michel Lafon)
- 2008 : Mirko Bonné, Un ciel de glace (Rivages)
- 2007 : Milena Agus, Mal de pierres (Liana Lévi)
- 2006 : Lisa See, Fleur de Neige (Flammarion)
- 2005 : David Camus, Les Chevaliers du Royaume (Robert Laffont)
- 2004 : Elisabeth Hennebert, Chinchilla (Robert Laffont)
- 2003 : Daniel Mason, L'Accordeur de piano (Plon)
- 2002 : Matthew Kneale, Les Passagers anglais (Belfond)